# Xantoxeno
El xantoxeno o xantoxenita es un mineral de la clase de los minerales fosfatos, y dentro de esta pertenece al llamado “grupo de la whiteíta”. Fue descubierta en 1920 en una mina del condado de Grafton, en Nuevo Hampshire (Estados Unidos), siendo nombrada así del griego xanthos (amarillo) más oxenite, en alusión a su semejanza con la cacoxenita.

## Características químicas
Es un fosfato hidroxilado e hidratado de calcio y hierro, que cristaliza en el sistema cristalino triclínico.

## Formación y yacimientos
Se encuentra como mineral secundario inusual, resultado de la alteración de la trifilita en un complejo zonado de rocas pegmatitas tipo granito. Suele encontrarse asociado a otros minerales como: apatita, whitlockita, childrenita-eosforita, laueíta, strunzita, stewartita, mitridatita, ambligonita o siderita.